# 威廉·亞當 (將軍)
威廉·亚当（德語：Wilhelm Adam，1877年9月15日－1949年4月8日）是一位德国將領，曾在巴伐利亚陆军、威瑪防衛军和德国国防军服役。

## 生平
亚当出生于巴伐利亞王國安斯巴赫，1897年加入巴伐利亚军队，在巴伐利亚电报和通信部门服役，然后于1907年被派往巴伐利亚战争学院學習。
第一次世界大战期间，亚当為连长，在巴伐利亚先驱部队作战。1914年底，亚当成为德國陆军最高司令部参谋部的一名总参谋长。但就在战争结束时，他又回到了巴伐利亚工兵部队。战争结束后，亚当在威瑪防衛军担任过多个职位。
到1933年希特勒上台时，亚当担任部队局主任。他很快很快被指派指挥第7軍，同时管轄第7军区。同年，他写了一份报告，在报告中他将国防军描述为没有能力发动一场大战。“当心勿使民醉”、“兵不带盔何以打仗”等言论，這大大影響了他的仕途。
由于对齊格菲防線的扩建和希特勒的冒险战争计划持批判态度，亚当被描述为刹车员和失败主义者。亚当的最后一次调任是他于1938年春天在卡塞尔被任命为第2集团军总司令。
1938年10月，亚当递交了辞呈，並于1938年12月31日退役，但他从1939年8月26日起被重新動員。在服役几年后，他于1943年退役。在纽伦堡审判期间，亚当出庭作证。
威廉·亞當于1949年在加米施-帕滕基兴去世。他的遗孀不同意德国联邦国防军在1950年代计划和提出的以他的名字命名加米施-帕滕基兴军营的想法。他和他在二战中阵亡的两个儿子留下的军装自1996年以来一直存放在德累斯顿的德国联邦国防军军事历史博物馆。
他从1920年到1945年的手写记录大约有700页，保存在弗莱堡军事档案馆。